# Chlorek piwaloilu
Chlorek piwaloilu, skr. PvCl – organiczny związek z grupy chlorków kwasów karboksylowych. Wykorzystywany jest do wprowadzania piwaloilowej grupy ochronnej dla funkcji hydroksylowych oraz jako czynnik kondensujący promujący reakcję alkoholi z kwasem fosfonowym lub monoestrami tego kwasu (H-fosfonianami). Jest najczęściej stosowanym czynnikiem kondensującym w chemicznej syntezie oligonukleotydów metodą H-fosfonianową.